# The Glenlivet
The Glenlivet – destylarnia single malt whisky, znajdująca się w miejscowości Drumin w Szkocji. Jest najstarszą legalnie działającą destylarnią w rejonie Speyside. Marka The Glenlivet, znana jako The single malt that started it all (z ang: single malt, od którego wszystko się zaczęło), jest najlepiej sprzedającą się whisky słodową w USA, oraz nr 2 wśród szkockich whisky single malt na świecie.

## Historia
Destylarnia została założona w 1824 i od tego czasu działa niemalże nieprzerwanie. Destylarnia czynna była podczas wielkiego kryzysu, jedyny okres postoju miał miejsce w okresie II WŚ.
Pocz. XIX w – W dolinie Glenlivet działało ponad 200 nielegalnych gorzelników. Z czasem, ten produkowany w trudno dostępnym rejonie Szkocji trunek stał się popularny i zaczęła doceniać go okoliczna arystokracja.
1822 – Trunek zdobył królewskie uznanie – sam król Jerzy IV podczas swojej wizyty w Szkocji poprosił o szklaneczkę słynnej już whisky Glenlivet.
1824 – George Smith założył własną destylarnię w odległej Livet Valley. Jego whisky dojrzewała w ręcznie robionych beczkach wyzwalających bogaty, zrównoważony smak słodu.
1884 – Przez lata legendarne whisky Glenlivet cieszyły się uznaniem, zdobywały nagrody i współzawodniczyły ze sobą. Jednak w 1884 roku podpisany został dokument wyróżniający oryginalną whisky Georga Smitha i nadający jej pierwszą w regionie licencję oraz prawo do wyłącznego użytkowania nazwy The Glenlivet.
1933 – Po zniesieniu Prohibicji w USA, kapitan Bill Smith Grant, prawnuk założyciela destylarni, George’a Smitha postanowił wysłać swoją whisky za Atlantyk. W niedługim czasie The Glenlivet stał się nr 1 pośród whisky single malt na rynku amerykańskim i utrzymuje tę pozycję do dziś.
2010 – W związku z nieustającym rozwojem marki, The Glenlivet rozbudował swoją destylarnię. Oficjalnego otwarcia dokonał Jego Królewska Wysokość Książę Walii – Karol, podczas czerwcowej wizyty w Speyside.

## Produkcja i destylarnia

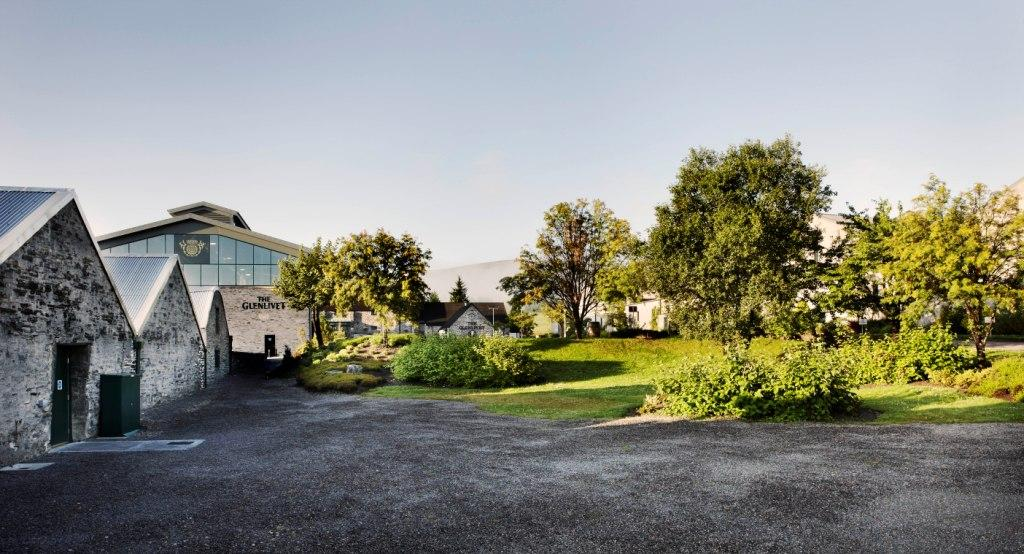
Widok na destylarnię Glenlivet

Destylarnia czerpie wodę z Josie's Well oraz innych pomniejszych strumieni płynących w okolicy, jęczmień dostarczany jest z miejscowości Portgordon. Unikalna forma alembików w destylarni The Glenlivet nie zmieniła się od ponad 150 lat – mają charakterystyczny, bulwiasty kształt i długą, smukłą szyjką, co pomaga uzyskać produkt o lekkim smaku. Na terenie zakładu znajduje się w sumie 15 destylatorów a sam zakład jest uznawany za jeden z najbardziej przyjaznych środowisku w Szkocji.
Whisky kupażuje w beczkach po bourbonie, co jest normalną praktyką pośród producentów. Niektóre z gatunków leżakują w beczkach po sherry i porto.
Obecnie zakład należy do francuskiego producenta alkoholi, firmy Pernod Ricard, obecnie dojrzewa tam ponad 65 000 beczek whisky [5]. Większość produkcji jest sprzedawana jako The Glenlivet single malt. Pozostała część używana jest do sporządzania różnych whisky mieszanych wydawanych przez Pernod Ricard, takich jak na przykład Chivas Regal czy Royal Salute.

## Warianty

### Warianty klasyczne
- The Glenlivet 12 Year Old – zrównoważony i kompleksowy smak uznawany za definicję whisky szkockiego regionu Speyside.
- The Glenlivet 15 Year Old French Oak Reserve – ten wariant zawdzięcza swój wyjątkowo wyrazisty smak procesowi dojrzewania w beczkach z francuskiego dębu z regionu Dordogne.
- The Glenlivet Nadurra 16 Year Old Cask Strength – 16-letnia whisky o mocy beczki, niefiltrowana na zimno.
- The Glenlivet 18 Year Old – dojrzały, elegancki smak. Jest jednym z najbardziej utytułowanych reprezentantów rodziny single malt w destylarni Glenlivet.
- The Glenlivet Archive 21 Year Old – 21 letni wariant produkowany w limitowanych partiach
- The Glenlivet XXV 25 Year Old – wyjątkowy wariant dojrzewający w indywidualnie selekcjonowanych beczkach po sherry. Whisky o intensywnym, jedwabistym i eleganckim smaku.

### Warianty super premium
- The Glenlivet Cellar Collection 1964 Cask Strength
- The Glenlivet Cellar Collection 1969 Cask Strength
- The Glenlivet Cellar Collection 1972 Cask Strength
- The Glenlivet Cellar Collection 1973 Non Chill Filtered
- The Glenlivet Cellar Collection 1980 Non Chill Filtered